# Łużyckie przekłady Biblii

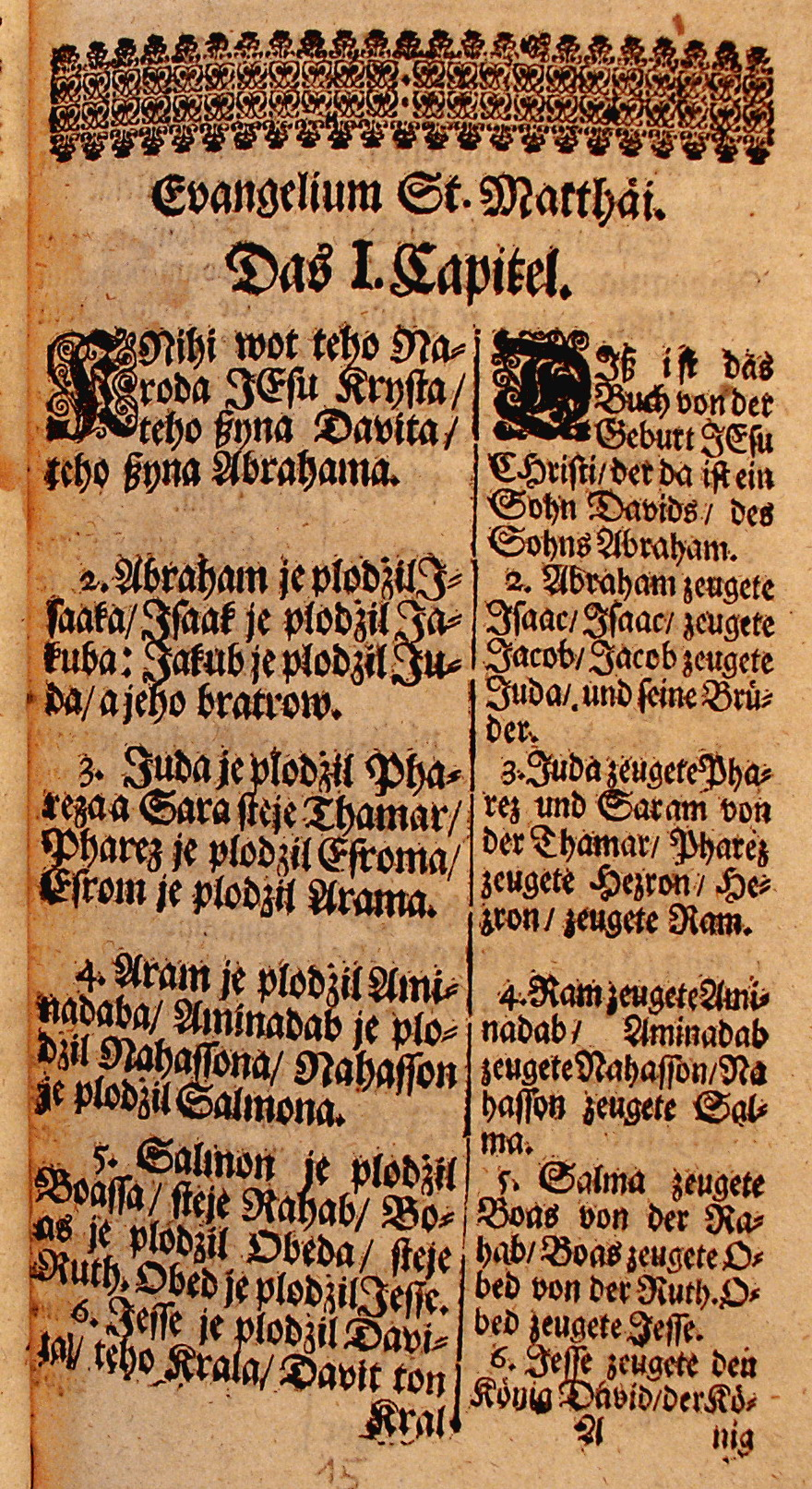
Początek Ewangelii Mateusza z Nowego Testamentu Frencla (1706)

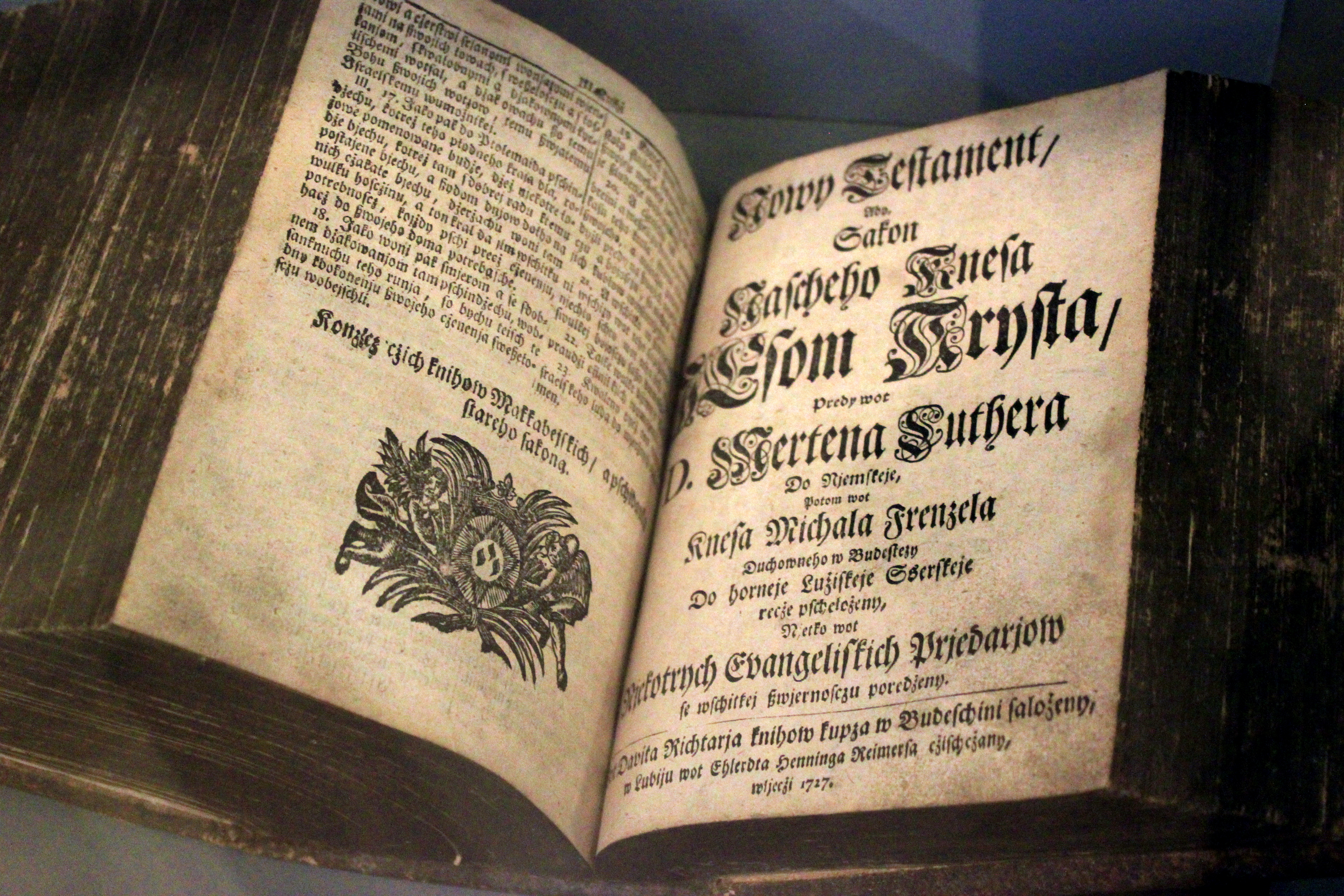
Biblia protestancka, otwarta na Nowym Testamencie Frencla (1727)

Łużyckie przekłady Biblii – grupa przekładów Pisma Świętego w językach dolno- i  górnołużyckim. Pierwsze tłumaczenia rozpoczęto w XVI wieku, natomiast pierwsze wydania drukowane opublikowano na początku XVIII stulecia.
Pierwszymi wydanymi drukiem przekładami były: w języku dolnołużyckim – Nowy Testament Fabriciusa (1709) i Stary Testament Fryca (1796), zaś w górnołużyckim – Nowy Testament Frencla (1706) i pełna Biblia (1728).

## Dolnołużyckie przekłady
W 1548 pastor Mikławš Jakubica ze wsi Lubanice ukończył przekład Nowego Testamentu. Pod względem językowym był to przekład bardzo niejednolity – zawierał zarówno elementy wschodnio-dolno-łużyckie i zachodnio-dolno-łużyckie, jak również górnołużyckie, czeskie oraz polskie. Przekład ten nie został wydany drukiem.
W drugiej połowie XVII wieku powstał rękopis Nowego Testamentu, który w 1996 opublikował Heinz Schuster-Šewc. Pierwszy pełny przekład Nowego Testament wydał drukiem Jan Bogumil Fabricius w 1709, zaś Stary Testament opublikował Jan Bjedrich Fryco w 1796. W latach 1860–1868 opublikowano edycję zrewidowaną Biblii. Po raz ostatni Nowy Testament wydano w 1895. Biblia dolnołużycka stała się podstawą dolnołużyckiego języka literackiego.

## Górnołużyckie przekłady
Początek górnołużyckich przekładów biblijnych i piśmiennictwa górnołużyckich protestantów wiąże się z działalnością Michała Frencla (1628–1706), który w 1670 wydał przekład Ewangelii według św. Mateusza i św. Marka, a później Nowy Testament (1706). Jego tłumaczenie włączono w zrewidowanej wersji do pełnej Biblii protestanckiej (1728). Stała się ona podstawą wariantu języka literackiego górnołużyckich protestantów, który różnił się od wariantu katolickiego. W latach 1728–1905 ukazało się 11 wydań tej Biblii.
Katolicki przekład powstawał znacznie wolniej. Jurij Hawštyn Swĕtlik kilka razy opublikował Perykopy (1690 lub 1692, 1699, 1720). Pracował również nad pełnym przekładem Biblii (1688–1707/1711), ale praca ta ze względów finansowych pozostała w rękopisie. W 1750 Jakub Wöski opublikował z niewielkimi zmianami Perykopy J.H. Swĕtlika. J. Buk w 1862 przełożył i opublikował tylko Ewangelię według Mateusza oraz Ewangelię według Marka (wyłącznie rozdz. 1–3). W 1872 wydano Psalmy Jana Larasa. Katolicy górnołużyccy dopiero w 1896 doczekali się edycji przekładu Nowego Testamentu, który był wspólnym dziełem Jurija Łusčanskiego i Michała Hórnika. Filip Rězak przełożył z Wulgaty cały Stary Testament, ale opublikował jedynie Psałterz (1899), Księgę Hioba i Księgę Przysłów (brak miejsc i dat wydania). Pełny czterotomowy przekład katolickiej Biblii ukazał się dopiero w latach 1966–1976. Tłumaczenie pod redakcją ks. Měrćina Salowskiego przygotował zespół tłumaczy katolickich. Nową (poprawioną) edycję wydano drukiem w 2006 roku (Swjate Pismo Stareho a Noweho zakonja). Język tego przekładu jest przyjmowany za wzorcowy.